# Anommatus brucki
Anommatus brucki is een keversoort uit de familie knotshoutkevers (Bothrideridae). De wetenschappelijke naam van de soort werd in 1876 gepubliceerd door Edmund Reitter.